# Dipiridamol
A dipiridamol egy gyógyszermolekula, amely hosszú távon gátolja a vérrögképződést, rövid ideig nagy dózisban adva pedig vazodilatációt okoz (ezek hátterében nukleozid transzport gátló illetve foszfodiészteráz – főleg PDE3 – gátló sajátossága áll).

## Gyógyszerhatás
- gátolja az adenozin visszavételét a trombocitákba, vörösvérsejtekbe és endotélsejtekbe, ezáltal növeli az extracelluláris adenozin koncentrációt.
- gátolja az adenozin-deamináz enzimet, amely az adenozint inozinné bontja. Ezáltal szintén növeli az extracelluláris adenozin szintet.
- gátolja a foszfodiészteráz-5 (PDE 5) enzimet, amely a cGMP-t bontja.
- csökkenti az alsó pulmonáris hipertenziót, anélkül, hogy szignifikánsan csökkentené a szisztémás vérnyomást.
- in vitro gátolja az MCP-1 és MMP-9 gyulladásképző citokinek képződését
- növeli a t-PA kibocsátást az agyi mikrovaszkuláris endotél sejtekből.

## Készítmények
- Asasantin retard (Boehringer Ingelheim)